# ما دونگ سوک
ما دونگ سوک (کره‌ای: 마동석؛ زادهٔ ۱ مارس ۱۹۷۱) که با نام دان لی نیز شناخته می‌شود، بازیگر اهل کره جنوبی است. او با بازی در فیلم قطار بوسان (۲۰۱۶) و بازی در نقش‌های اصلی و فرعی، به یکی از موفق‌ترین بازیگران سینمای کره جنوبی تبدیل شده‌است. او بازیگر فیلم سال گالوپ کره در سال ۲۰۱۸ بود.

## اوایل زندگی
ما در ۱ مارس ۱۹۷۱ در سئول به دنیا آمد. او تابعیت آمریکا را دارد. او در اوهایو زندگی کرد و قبل از بازگشت به کره جنوبی برای دنبال کردن حرفه بازیگری خود در ایالت کلمبوس تحصیل کرد.

## حرفه
او به عنوان بازیگر مکمل در فیلم‌های همسایه، گانگستر بی‌نام: قوانین زمان و ناعادل به شهرت رسید. سپس در فیلم‌های نوریگا، قاتل و یک به یک (فیلم ۲۰۱۴) نقش‌های اصلی را ایفا کرد. نقش او در فیلم قطار بوسان او را به محبوبیت بین‌المللی سوق داد. بازی در فیلم‌های از حد گذشته، برادران، قانون شکنان (فیلم ۲۰۱۷)،  توقف ناپذیر, قهرمان, گانگستر، پلیس و شیطان, بچه‌های بد: سلطنت هرج و مرج و قانون شکنان ۲ به عنوان نقش اصلی و به عنوان نقش فرعی در همراه با خدایان: ۴۹ روز آخر و ریزش خاکستر با موفقیت‌های انتقادی و تجاری، او را به ثروتمندترین ستاره سینمای کره سوق داد. اگرچه ما به خاطر نقش‌های شخصیتی مرد خشن شناخته می‌شود، اما اغلب به خاطر بازی در نقش‌های مشابه در فیلم‌هایش مورد تحسین و انتقاد قرار می‌گیرد. او در سال ۲۰۱۹ به بازیگران فیلم مارولی جاودانگان در نقش گیلگمش پیوست که اولین حضور او در هالیوود بود. در تلویزیون، ما به خاطر نقش‌هایش در سریال موفق شبکه اوسی‌ان رفقای بد و واحد ۳۸ شناخته می‌شود. در سال ۲۰۲۲، ما با LDH Japan، یکی دیگر از آژانس‌های بزرگ ژاپنی قراردادی امضا کرد. با اکران فیلم اکشن جنایی او در سال ۲۰۲۲ (قانون شکنان ۲) که دنباله‌ای بر فیلم ۲۰۱۷ (قانون شکنان) بود، نه‌تنها با نظرات مثبت متقابل مواجه شد، بلکه به پرفروش‌ترین فیلم سال ۲۰۲۲ در کره جنوبی تبدیل شد. با عبور از مرز ۱۲ میلیون بیننده برای اولین بار در سال ۲۰۱۹ به تمام دوران سومین فیلم پرفروش کره جنوبی تبدیل شد.

## فعالیت‌های دیگر

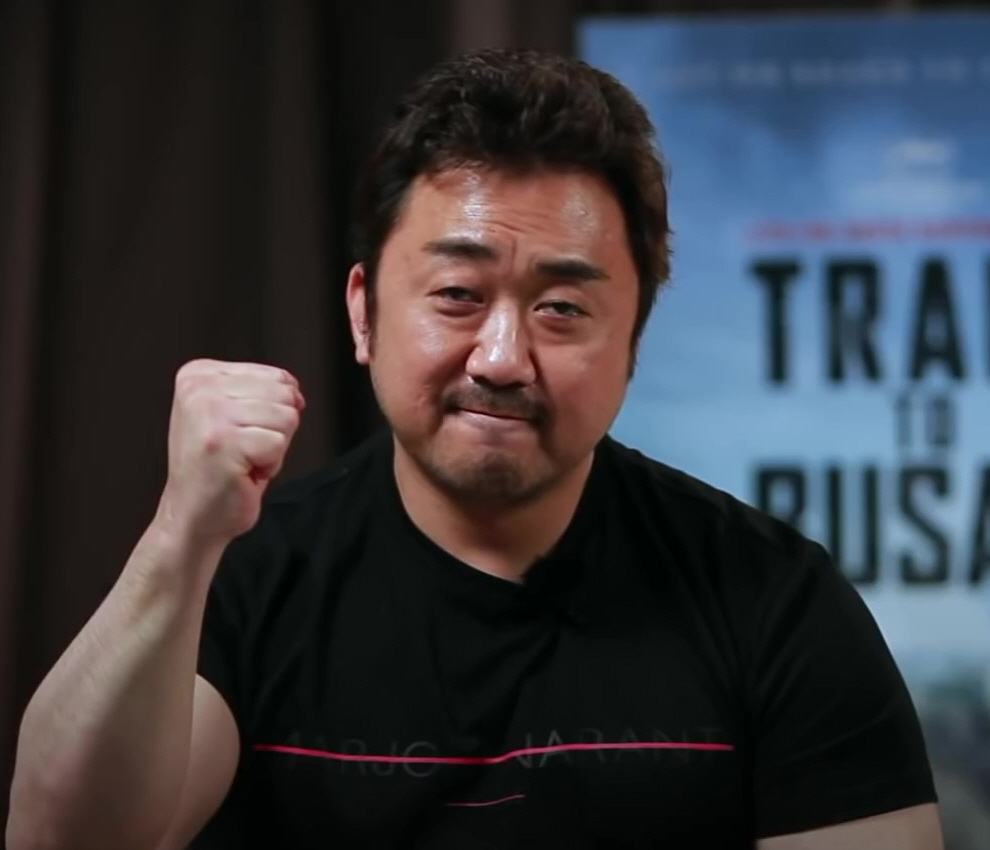
ما در ۲۰۱۶

ما تحت نام غربی‌شده‌اش، دان لی، و قبل از اینکه به بازیگری روی بیاورد، مربی شخصی هنرهای رزمی ترکیبی مارک کولمن و کوین رندلمن بود. ما در حال حاضر درگیر برنامه‌ریزی و نوشتن فیلمنامه است. او روی فیلمنامه فیلم «Dep Trap» کار می‌کرد که در آن بازی کرد.
او همچنین یکی از خالقان مجموعه دراماتیک شبکه OCN تیم بولداگ: تحقیق خارج از وظیفه است.

## مچ‌اندازی
ما از سال ۲۰۰۸ مچ‌اندازی آماتور بود و در سال ۲۰۱۸ رئیس فدراسیون مچ‌اندازی در کره شد.

## زندگی شخصی
در سال ۲۰۱۶، طبق گزارش‌ها، ما با خبرنگار ورزشی و شخصیت رسانه ای، یه جونگ هوا قرار می‌گذاشت. در ۲۰ اکتبر ۲۰۲۲، آژانس ما اعلام کرد که او و یه جونگ هوا در سال گذشته ازدواج خود را ثبت کرده‌اند. به دلیل مشغله کاری و کووید ۱۹، مراسم عقد متعاقباً برگزار خواهد شد.

## جوایز و نامزدی‌ها
| سال  | جایزه                                              | دسته‌بندی                   | کار نامزد شده | نتیجه    | منبع.  |
| ---- | -------------------------------------------------- | -------------------------- | ------------- | -------- | ------ |
| ۲۰۱۲ | سی و سومین دوره جوایز فیلم اژدهای آبی              | بهترین بازیگر نقش مکمل مرد | The Neighbor  | نامزدشده |        |
| ۲۰۱۳ | چهل و نهمین جوایز هنری باکسانگ                     | بهترین بازیگر نقش مکمل مرد | The Neighbor  | برنده    | [ ۲۹ ] |
| ۲۰۱۳ | بیست و دومین دوره جوایز فیلم بیل                   | بهترین بازیگر نقش مکمل مرد | The Neighbor  | نامزدشده |        |
| ۲۰۱۳ | هفدهمین جشنواره بین‌المللی فیلم‌های فوق‌العاده بوچئون | جایزه آن                   | —             | برنده    |        |
| ۲۰۱۶ | پنجمین دوره جوایز ستاره آپان                       | بهترین بازیگر نقش مکمل مرد | جوخه ۳۸       | نامزدشده |        |
| ۲۰۱۶ | بیست و پنجمین دوره جوایز فیلم بیل                  | بهترین بازیگر نقش مکمل مرد | Familyhood    | نامزدشده |        |
| ۲۰۱۶ | سی و هفتمین دوره جوایز فیلم اژدهای آبی             | بهترین بازیگر نقش مکمل مرد | قطار بوسان    | نامزدشده |        |
| ۲۰۱۷ | هشتمین دوره جوایز فیلم کفرا                        | بهترین بازیگر نقش مکمل مرد | قطار بوسان    | برنده    | [ ۳۰ ] |
| ۲۰۱۷ | یازدهمین دوره جوایز فیلم آسیایی                    | بهترین بازیگر نقش مکمل مرد | قطار بوسان    | نامزدشده |        |
| ۲۰۱۷ | پنجاه و سومین دوره جوایز هنری بکسانگ               | بهترین بازیگر نقش مکمل مرد | قطار بوسان    | نامزدشده |        |
| ۲۰۱۷ | بیست و دومین جوایز هنری فیلم چونسا                 | بهترین بازیگر نقش مکمل مرد | قطار بوسان    | نامزدشده |        |
| ۲۰۱۸ | جوایز تخم مرغ طلایی                                | بهترین بازیگر              | قانون شکنان   | برنده    | [ ۳۱ ] |
| ۲۰۱۸ | پنجاه و چهارمین دوره جوایز هنری بکسانگ             | بهترین بازیگر (فیلم)       | قانون شکنان   | نامزدشده | [ ۳۲ ] |
| ۲۰۱۸ | بیست و سومین جوایز هنری فیلم چونسا                 | بهترین بازیگر              | قانون شکنان   | نامزدشده | [ ۳۳ ] |
| ۲۰۱۸ | دومین جشنواره بین‌المللی فیلم کره چین               | بهترین بازیگر              | قانون شکنان   | برنده    | [ ۳۴ ] |
| ۲۰۲۲ | جوایز هنرمندان زیبا هنر و فرهنگ یانگ کیون          | جایزه هنرمند سینما         | قانون شکنان ۲ | برنده    | [ ۳۵ ] |
| ۲۰۲۲ | نهمین جوایز انجمن تهیه‌کنندگان فیلم کره             | بهترین بازیگر              | قانون شکنان ۲ | برنده    | [ ۳۶ ] |
| ۲۰۲۲ | جوایز کینولایت ۲۰۲۲                                | بازیگر سال (داخلی)         | قانون شکنان ۲ | 5th      | [ ۳۷ ] |
| ۲۰۲۳ | جوایز رویایی                                       | رؤیایی ۲۰۲۳                | —             | برنده    | [ ۳۹ ] |

### فهرست‌ها
| ناشر      | سال  | لیست                                                                 | تعیین سطح | منبع.         |
| --------- | ---- | -------------------------------------------------------------------- | --------- | ------------- |
| سینما۲۱   | ۲۰۲۱ | بازیگرانی که در سال ۲۰۲۲ صنعت محتوای ویدیویی کره را رهبری خواهند کرد | 6th       | [ ۴۰ ]        |
| گالوپ کره | ۲۰۱۸ | بازیگر سال گالوپ کره                                                 | 1st       | [ ۴۱ ] [ ۴۲ ] |
| گالوپ کره | ۲۰۱۹ | بازیگر سال گالوپ کره                                                 | 2nd       | [ ۴۳ ] [ ۴۴ ] |